# Аллилуев, Фёдор Сергеевич

Могила Фёдора Аллилуева справа от могилы Анастаса Микояна на Новодевичьем кладбище.

Фёдор Серге́евич Аллилу́ев (1898—1955) — секретарь И. В. Сталина в 1918 году.

## Биография
Родился на станции Михайлово (ныне Хашури), где его отец Сергей Яковлевич Аллилуев работал помощником машиниста в депо. В молодости проявил способности к математике, физике и химии. Окончил гимназию с золотой медалью и поступил в гардемарины. С 1917 вступил в РКП(б), доброволец в Красной Армии. С апреля 1918 работал у И. В. Сталина секретарём, в Народном комиссариате по делам национальностей, Комитет партийного контроля. Во время немецкого наступления на Петроград воевал на Псковском направлении, потом участвовал в обороне Царицына, а в 1919 снова защищал Петроград.
В 1920 году заболел сыпным тифом. Не до конца оправившись, попал в часть особого назначения под начало С. А. Тер-Петросяна, известного как Камо. Во время службы получил психическую травму и на всю жизнь остался инвалидом. По словам А. И. Микояна, это произошло в результате устроенной Камо жёсткой проверки лояльности личного состава части. Получил персональную пенсию, в дальнейшем жил в Москве в однокомнатной квартире. Умер в 1955 году, похоронен на Новодевичьем кладбище рядом с родителями, братом и сестрой.